# Wapen van Alphen en Riel

Het wapen van Alphen en Riel is het wapen van de voormalige Noord-Brabantse gemeente Alphen en Riel. Het wapen werd gebruikt van 16 juli 1817 tot 1 januari 1997, de dag dat de gemeente op ging in de gemeente Alphen-Chaam. Sindsdien is het wapen in andere kleuren in gebruik als dorpswapen voor Alphen.

## Geschiedenis
Het wapen begon als heerlijkheidswapen, de bergen waren toen echter zilver en het veld was groen. Daarnaast zou het wapen gebruikt zijn door het geslacht Van Alphen. Op 16 juli 1817 werd het echter in de rijkskleuren toegekend aan de gemeente Alphen en Riel. 
In 1993 werd het oude heerlijkheidswapen door de Noordbrabantse Commissie voor Wapen- en Vlaggenkunde opnieuw voorgesteld als gemeentewapen. De gemeente heeft met het voorstel niks gedaan en ging vier jaar later op in de nieuw gevormde gemeente Alpen-Chaam. Die gemeente gebruikt wel de historische kleuren in het gemeentewapen.

## Blazoen
De beschrijving van het wapen luidde als volgt:
Van lazuur, beladen met drie gouden bergen, geplaatst 2 en 1. Het schild gedekt met een gouden kroon van drie bladeren en twee paarlen
.
Het schild is in de zogenaamde rijkskleuren: een blauw schild met een gouden voorstelling. In dit geval drie bergen (alpen), deze staan met twee bovenin en onderin een. Het schild is gedekt door een gravenkroon van drie bladeren met daartussen twee parels. 

## Verwante wapens
Onderstaande wapens zijn afgeleid van het wapen van Alphen en Riel:

Het wapen van Alphen-Chaam
Het dorpswapen van Alphen